# محوطه ده کیدیده
محوطه ده کیدیده (ده کیدی) مربوط به سده‌های اولیه و میانه دوران‌های تاریخی پس از اسلام است و در شهرستان اندیکا، بخش چلو، دهستان للر و کتک، ۱ کیلومتری جنوب غرب روستای کتک واقع شده و این اثر در تاریخ ۲۶ اسفند ۱۳۸۷ با شمارهٔ ثبت ۲۵۹۹۲ به‌عنوان یکی از آثار ملی ایران به ثبت رسیده است.